# Pluriactionnalité
La pluriactionnalité, ou nombre verbal, est un moyen grammatical, présent dans certaines langues, d'indiquer que l'action ou les participants à l'action exprimée par le verbe sont pluriels. Ce terme a été introduit par le linguiste Paul Newman dans les années 1980.
Cette notion de pluriel verbal peut s'appliquer à différents cas de figure, selon la langue, la sémantique du verbe, et le contexte :
- soit l'action elle-même est multiple (dans le temps et/ou dans le lieu ; dans le premier cas, elle se rapproche de la notion de fréquentatif, ou itératif)
- soit le sujet est multiple (souvent dans le cas de verbes intransitifs)
- soit l'objet est multiple (dans le cas de verbes transitifs).

Des marqueurs de pluriactionnalité, ou des distinctions lexicales en fonction de la pluriactionnalité, ont été détectés notamment en aïnou, en géorgien, en tchétchène, ainsi que dans certaines langues africaines, amérindiennes et papoues.
Lorsque le pluriel verbal n'est pas utilisé, cela signifie généralement, non que l'action ou les participants sont singuliers, mais plutôt que la forme verbale ne sous-entend pas de pluralité notable (il s'agirait plutôt d'un paucal).
Exemples :
- en aïnou : kor = avoir (quelque chose, ou un petit nombre de choses) ; kor-pa = avoir (beaucoup de choses) ; kor-pa-re = donner (plusieurs choses à une personne) ; kor-pa-yar = donner (plusieurs choses à plusieurs personnes). Le morphème -pa peut être répété, donnant alors au verbe un sens itératif, ex : hosip-pa-pa = (tout le monde) est revenu.
- en barai (langue papoue) : fi = (une personne) est assise ; kari (beaucoup de personnes) sont assises ; abe = prendre (une chose) ; ke = prendre (beaucoup de choses)

Bien que la grammaire française ne dispose pas de la notion de pluriactionnalité, la sémantique de certains verbes, comme se débander ou massacrer implique, soit un sujet, soit un objet pluriel. 